# Дудник, Александр Григорьевич
Александр Григорьевич Дудник (6 августа 1939, Целиноград, Акмолинская область, Казахская ССР, СССР — 5 апреля 1996, СИЗО-1, Акмола, Акмолинская область, Казахстан) — советский насильник и рецидивист, казахстанский серийный убийца, совершивший в период с 11 сентября 1993 по 6 июня 1994 года на территории села Вишнёвка (Акмолинская область) 3 убийства женщин, сопряжённых с изнасилованиями. До совершения серии убийств, Дудник в советские годы был трижды судим за изнасилование. В 1995 году Александр Дудник был приговорён к смертной казни. Приговор был приведен в исполнение 5 апреля 1996 года. Имел особую примету — его левая нога выше колена была ампутирована.  Известен под прозвищами «Акмолинский Чикатило», «Одноногий маньяк», «Маньяк из Вишнёвки» и «Одноногий дед».

## Биография

### Ранняя криминальная карьера
Александр Дудник родился 6 августа 1939 года в городе Целиноград в семье спецпоселенцев, особой категории репрессированного населения СССР. Был старшим ребенком в семье из 5 детей. Детство и юность провел в социально неблагополучной обстановке. В школьные годы Дудник не испытывал интереса к учебному процессу и много свободного времени проводил на улице, которая как социально-педагогическая среда сильно повлияла на формирование его личности. На тот момент в Целинограде проживало множество деклассированных элементов общества и царила криминогенная обстановка. Так как большинство знакомых Дудника вели маргинальный образ жизни, он в подростковые годы попал под их влияние и вскоре начал криминальную карьеру. В середине 1950-х годов он вместе с сообщниками был арестован за совершение кражи. Дуник был осужден и получил в качестве уголовного наказания 3 года лишения свободы. Отбыв наказание, он вышел на свободу в 1959 году. После освобождения Александр Дудник стал демонстрировать патологически повышенное половое влечение к девушкам. Он совершил несколько нападений на девушек, сопряженных с сексуальными домогательствами, после чего в 1961 году был арестован по обвинению в изнасиловании. В феврале 1962 года он был осужден и приговорен к 4 годам тюрьмы. Выйдя на свободу в 1966 году Александр Дудник вскоре снова стал нападать на девушек, подвергая их сексуальным домогательствам. Суд признал его виновным в совершении изнасилования, после чего назначил ему уголовное наказание в виде 7 лет лишения свободы. Отбыв свое наказание полностью, в очередной раз Александр Дудник освободился в 1973 году. Он вернулся в Целиноград, где через несколько месяцев после освобождения снова изнасиловал девушку. На судебном процессе суд посчитал доказательства его вины исчерпывающими, после чего на основании того, что Дудник являлся насильником-рецидивистом — 27 мая 1974 года приговорил его к смертной казни через расстрел. После завершения судебного процесса Александр Дудник подал кассационную жалобу, которая была удовлетворена. Верховный суд СССР, изучив материалы уголовного дела — нашел в нем ряд уголовно-процессуальных ошибок, после чего 6 апреля 1976 года своим постановлением заменил Дуднику расстрел 15 годами лишения свободы. В период отбывания наказания в исправительной колонии, Александр Дудник администрацией исправительного учреждения характеризовался крайне отрицательно. В начале 1980-х годов он совместно с другими осужденными попытался совершить побег путем подкопа, однако побег не удался, а Дудник и его сообщники были задержаны. Он снова предстал перед судом и получил впоследствии к своему тюремному сроку дополнительные 3 года лишения свободы. Отбыв 18 лет, Александр Дудник вышел на свободу в 1991 году, незадолго до распада СССР. Он нашел жилье в селе Вишневка (Акмолинская область) и вскоре стал сожительствовать с местной женщиной. В 1992 году из-за осложнения сахарного диабета и поражения сосудистого русла, Александру Дуднику в ходе лечения ампутировали левую ногу выше колена. Ему была присвоена 1-я группа инвалидности и назначена пенсия, однако Дудник быстро адаптировался к своему физическому состоянию. Он приобрел мотоцикл «Иж Юпитер-5» с целью совершать поездки и таким образом продолжал вести социально активный образ жизни. В этот период, друзья, знакомые и родственники характеризовали его крайне положительно.

### Серия убийств
В период с 11 сентября 1993 по 6 июня 1994 года Александр Дудник совершил 3 убийства женщин, сопряженных с изнасилованиями. Во всех эпизодах он продемонстрировал выраженный ему образ действия. В качестве своих жертв Дудник выбирал девушек и женщин, которым предлагал подвезти их. Так как в тот период между селами Вишневского района не было регулярного транспортного сообщения и жители зачастую передвигались пешком, жертвы Александра Дудника охотно соглашались на его предложение и добровольно садились в коляску его мотоцикла. Под различными предлогами, он увозил их в безлюдную местность, где угрожая физической расправой подвергал изнасилованию, после чего убивал посредством удушения или нанесения колото-резаных ран. С целью сокрытия улик, трупы убитых он обливал горючей жидкостью и пытался сжечь.
Первое убийство дудник совершил 18 сентября 1993 года. Его жертвой стала 22-летняя Наталья Музыченко, которую он встретил днем на дороге возле села Родники (Вишневский район Акмолинской области). Девушка направлялась в Вишневку помогать матери копать картофель. Она согласилась на предложение Дудника ее подвести, после чего он увез ее в сторону ближайшей лесопосадки, где изнасиловал и задушил руками. Ее останки были обнаружены лишь спустя месяц, в середине октября того же года>.
Второе убийство было совершено 18 октября 1993 года возле села Акбулак (Вишневский район). Жертвой стала Кулькен Керимова, заведующая детским садом, которая была многодетной матерью. Действуя по той же схеме, Дудник предложил женщине подвезти ее, на что она ответила согласием. Он отвез ее в безлюдную местность, где попытался изнасиловать, однако по физиологическим причинам сделать этого не смог, после чего задушил Керимову ее же косынкой и поджег тело, предварительно облив соляркой.
Последнее убийство Александ Дудник совершил 6 июня 1994 года недалеко от села Акбулак. Жертвой стала Светлана Бастова, которую он предложил подвезти на мотоцикле, после чего вывез в лесопосадку, где изнасиловал и зарезал, нанеся ей удар ножом в область груди.

### Арест, следствие и суд
После совершения убийства Светланы Бастовой, в милицию с заявлением о исчезновении обратился ее муж. В ходе поисковых мероприятий труп Светланы Бастовой был обнаружен сотрудниками правоохранительных органов 9 июня того же года недалеко от железной дороги. В ходе расследования милиция обратилась в представителям местных СМИ, которые по их просьбе опубликовали в газетах статью об обнаружении тела Светланы Бастовой и призыв к местным жителям, которые могли видеть убитую в день ее исчезновения — обратиться в милицию. Вскоре нашелся свидетель, водитель совхозного автомобиля, который заявил следователям, что в день исчезновения Бастовой в месте, где был обнаружен женщины — видел пожилого мужчину на костылях, у которого отсутствовала левая нога. Так как под описание подозреваемого подходил Александр Дудник, он был задержан 10 июня 1994 года. В ходе первого же допроса Дудник сознался в совершении 3 убийств и выразил желание сотрудничать со следствием. На следующий день, он под конвоем был доставлен на места совершения убийств для участия в следственных экспериментах. Помимо признательных показаний Дудника, доказательствами его причастности к убийствам стали предметы, принадлежащие жертвам, которые он забирал у них в качестве трофеев и прятал у себя дома или в домах некоторых своих родственников. Так Дудник указал следователям местонахождение сумочки первой жертвы Натальи Музыченко, в которой был обнаружен ключ от входной двери ее квартиры. Вещи убитых были обнаружены в ходе обыска дома Дудника и впоследствии были опознаны родственниками убитых женщин как принадлежащие им. Во время допросов Александр Дудник утверждал, что без проблем знакомился с женщинами и завоевывал их доверие, так как вследствие астенического телосложения и инвалидности его в округе никто не считал социально опасной личностью. В 1995 году на судебном процессе Александр Дудник был признан виновным в совершении 3 убийств, после чего во второй раз в своей жизни был приговорен к смертной казни через расстрел. В конце 1995 года он подал на имя президента Казахстана прошение о помиловании, но оно осталось без ответа. 5 апреля 1996 года Александр Дудник был расстрелян.

## В массовой культуре
- Документальный фильм «Одноногий маньяк из Вишнёвки» из цикла «Из прошлого» (2019)

- Серия «Одноногий дед» из сериала «5:32» основана на деле Александра Дудника (2021)[3][4][5]

Бывший следователь Олег Шубенок, принимавший участие в расследовании серии убийств крайне положительно отозвался о сериале:
Сериал я посмотрел. Мне очень понравилось — особенно игра деда. Вообще, на момент поимки маньяка видеокамеры были редкостью. Поэтому нам приходилось искать видеооператора. Сейчас сохранилось более трех часов видеозаписей следственных действий.